# District de Rétság
Le district de Rétság (en hongrois : Rétsági járás) est un des 6 districts du comitat de Nógrád en Hongrie. Il compte 23 798 habitants et rassemble 25 localités : 24 communes et une seule ville, Rétság, son chef-lieu.
Cette entité existait déjà auparavant, sous le nom de Nógrádi járás jusqu'en 1950. Le district a été supprimé lors de la réforme territoriale de 1983.

## Localités
- Alsópetény
- Berkenye
- Borsosberény
- Bánk
- Diósjenő
- Felsőpetény
- Horpács
- Keszeg
- Kisecset
- Kétbodony
- Legénd
- Nagyoroszi
- Nézsa
- Nógrád
- Nógrádsáp
- Nőtincs
- Ősagárd
- Pusztaberki
- Romhány
- Rétság
- Szendehely
- Szente
- Szátok
- Tereske
- Tolmács